# John de Critz
John de Critz (1551 ou 1552, Anvers - enterré le 14 mars 1642 à Londres) est un peintre flamand actif pendant les règnes de Jacques Ier d'Angleterre et Charles Ier d'Angleterre.